# علاجات بديلة للصعوبات التنموية والتعليمية
تشتمل العلاجات البديلة للصعوبات التنموية والتعليمية على مجموعة من الممارسات المستخدمة في علاج عسر القراءة وقصور الانتباه وفرط الحركة ومتلازمة أسبرجر والتوحد ومتلازمة داون وغيرها من تنموي وصعوبات التعلم. ويشمل العلاج تغيير في الحمية الغذائية، والمكملات الغذائية والارتجاع البيولوجي والعلاج بالاستخلاب والمعالجة المثلية والتدليك واليوغا. وبصفة عامة تعتمد هذه العلاجات على نظريات لها أساس علمي قليل، حيث تفتقر إلى التجارب العشوائية والمدروسة والواسعة لإثبات سلامتها وفعاليتها؛ ولكن التجارب الصغيرة أثبتت وجود آثار مفيدة بصفة عامة من خلال زيادة أو قلة الأعراض الأساسية العادية.

## احتياجات العلاج
هناك العديد من العلاجات غير القياسية للصعوبات التنموية والتعليمية. وهناك دعوة للعلاجات البديلة خاصة عندما تفتقر الحالة إلى معالجة يمكن الاعتماد عليها. فعلى سبيل المثال، لا يوجد علاج لمرض التوحد، فالهدف الرئيسي من المنهج المتبع من إدارة السلوك والإدارة الطبية هو تخفيف العجز والضغوط العائلية ورؤية الحياة بمنظور جيد والاستقلال الوظيفي. وهناك بعض العلاجات البديلة مثل اتباع الحميات الغذائية الخالية من الغلوتين والكازين التي يمكن الاستعانة بها مع بعض الآباء حيث يُعتقد أن العلاج الموصى به من معظم الخبراء "بارد ومتداخل". ". وربما يعتقد الآباء أيضًا أنه يجب تجنب المعالجة الدوائية لـ قصور الانتباه. وتتنوع العلاجات البديلة لـ دواء منبه مركزي من المنتجات الطبيعية لتقنيات العلاج النفسي والتدخلات التكنولوجية المبالغ فيها. وقيل أنه على الرغم من أن النصوص التي تعزز العلاجات البديلة لم تتهم الآباء بالتقصير بصورة مباشرة، فإن معظم الادعاءات التي تذكر أن العجز يكون نتيجة عوامل بعينها مثل سوء التغذية تدعم فكرة لوم المرأة.

## الانتشار
هناك حوالي من 12% إلى 64% من أسر الأطفال المصابين بقصور الانتباه وفرط الحركة يستخدمون العلاج البديل، مع تقديرات أقل من التعريفات الضيقة لـ الطب التكميلي والبديل (الطب التكميلي والبديل). ومن ثم يعتبر معلمو المدارس والأسرة والأصدقاء هم المصادر الأكثر شيوعًا لاقتراح العلاجات البديلة لقصور الانتباه وفرط الحركة. وفي عام 2003، ذكر تقرير احتياجات الرعاية الصحية الخاصة أن هناك 64 في المائة من أسر الأطفال يلجئون للعلاجات البديلة. وتشتمل هذه العلاجات على العلاج المعنوي والتدليك والمعالجة اليدوية والأعشاب الطبية والحِميات الغذائية الخاصة والمعالجة المثلية والتنويم المغناطيسي الذاتي وغيرها من أساليب الطب التكميلي والبديل. تتعلق الحاجة إلى العلاج البديل بحالة الطفل وتقييمها وهل هي قابلة للعلاج أم لا. وأظهرت الدراسة التي أُجريت في عام 2008 أن هناك حوالي 40% من أطفال هونغ كونغ مصابين بـ اضطراب طيف التوحد الذي يُعالج عن طريق الطب التكميلي والبديل، مع العلاجات الأكثر شعبية مثل الوخز بالإبر والعلاج التكاملي الحسي وعلم الأعشاب الصينية؛ فضلاً عن أن نسبة 40% هذه أقل انتشارًا في كندا والولايات المتحدة، حيث تنتشر العلاجات البيولوجية هذه المعتمدة على الحميات الغذائية الخاصة. ويستخدم الطب التكميلي والبديل في الولايات المتحدة في حوالي 20-40% من الأطفال الأصحاء ومن 30-70% من الأطفال ذوي الرعاية الصحية الخاصة ومن 52-95% من الأطفال المصابين بالتوحد، وقد أظهر التقرير الطبي للولايات المتحدة لعام 2009 عن أطباء الرعاية الأولية أن معظمهم يوصون بالفيتامينات المتعددة والأحماض الدهنية الأساسية والميلاتونين والبروبيوتيك مثل الطب التكميلي والبديل كعلاج التوحد.

## القاعدة الأساسية للدليل
كثيرًا ما يفتقر الطب التكميلي والبديل إلى الدعم في الدليل العلمي، لذلك غالبًا ما تكون سلامته ونجاعته موضع تساؤل.

وفي حين يشجع بعض الخبراء الآباء أن يكونوا متفتحين، يرى آخرون أن العلاجات والخدمات، التي لم تثبت فعاليتها تعاني من تكلفة الفرصة البديلة وذلك لأنها لا تحصل على فرصة المشاركة في العلاجات والخدمات الفعالة. ووفقًا لما قاله سكوت أوه ليلينفيلد (Scott O. Lilienfeld) إن هناك العديد من الأفراد يقضون أوقاتًا طويلة وينفقون مبالغ كبيرة في العلاجات غير الفعالة فربما يتوفر لهم إما الوقت أو المال. ونتيجة لذلك، فربما يفقدون فرصة الحصول على العلاجات التي قد تكون أكثر فائدة. ولذلك، فحتى العلاجات غير الفعالة وغير الضارة في حد ذاتها ربما تتسبب في نتائج سلبية بصورة غير مباشرة.
غالبًا ما يكون هناك القليل من أو لا يوجد أي دليل علمي على فعالية العلاجات البديلة. وقد يكون من الصعب فصل نجاح علاج محدد نتيجة التطور الطبيعي أو من فوائد الموقف الإيجابي لفرد. وهناك بعض الظواهر توضع في الاعتبار عند تقييم الدراسات وهي تأثير الغُفل (placebo effect) وتأثير هاوثورن (Hawthorne effect) وأنواع مختلفة من آثار الانتباه والتحفيز. ومما لا شك فيه، ربما يستفيد من يعانون من الإعاقات من بعض العلاجات البديلة، على الأقل في الشعور بالاسترخاء والتفاعل الاجتماعي والتنمية الشخصية وتقدير الذات. وقد يكون ذلك مهمًا لأن العديد من الأطفال الذين يعانون من صعوبات التعلم يعانون من تدنٍ في تقدير الذات.
على سبيل المثال، تم إجراء تجربة عشوائية مع الأطفال المصابين بعسر القراءة لتقييم كفاءة علاج صنفلاور (Sunflower therapy) الذي يشتمل على علم الحركة المطبق والعلاج الطبيعي باليد والتدليك والمعالجة المثلية والعلاج بالأعشاب ولبرمجة اللغوية العصبية. لم يكن هناك تحسينات كبيرة في أداء الاختبار المعرفي أو اختبار محو الأمية ذي الصلة بالعلاج، ولكن كانت هناك تحسينات كبيرة في تقدير الذات لمجموعة العلاج. ولم تسيطر هذه الدراسة على تأثير الغُفل.

## التدابير الوقائية
نظرًا لعدم تقييم العديد من العلاجات البديلة في الدراسات العلمية فقد لا يكون هناك ضمان لسلامتهم. ففي معظم البلدان، باستثناء الاعتلال العظمي (osteopathy) والمعالجة اليدوية (chiropractic)، لم يتم تسجيل حالة التخصصات الطبية التكميلية. هذا يعني عدم وجود قانون لمنع أي شخص من البدء في العمل كطبيب حتى مع عدم وجود المؤهلات ولا الخبرة. وهناك أيضًا الكثير من «الجامعات» التي تقدم جميع أنواع الشهادات العلمية للطب البديل مقابل رسوم، ويمكن أن تبدو شهاداتهم حقيقية جدًا. ومن ناحية أخرى، ربما تقدم هذه المنظمات تدريب وتأمين مستمر لأعضائها المسجلين.
لذا ينصح خبراء العلاجات البديلة العملاء أن يأخذوا حذرهم عند اختيار المُعالج. وقبل تناول العلاج، فمن الحكمة معرفة ما إذا كان العملاء السابقين قد أوصوا به أم لا وهل هذا المُعالج لديه مؤهل علمي ومسجل كطبيب، وما إذا كان العلاج خطيرًا وما هي تكلفة العلاج وما هي الأموال التي سترد إذا لم يكن العلاج فعالاً.

## وصلات خارجية
- Scientific Review of Alternative Medicine (SRAM)
- CSL Dyslexia information online packet
- British Dyslexia Association: Alternative therapies
- Dyslexia Association of Ireland: Alternative therapies